# Andrew Niccol
Andrew M. Niccol (Paraparaumu, 1964) is een Nieuw-Zeelandse scenarioschrijver, filmproducent en -regisseur. Niccol schreef en regisseerde de films Gattaca, S1m0ne en Lord of War. Daarnaast schreef en co-produceerde hij The Truman Show, waarvoor hij werd genomineerd voor een Oscar voor beste scenario. Hij bedacht het verhaal van The Terminal.
Veel van Niccols films gaan over politieke of maatschappelijke onderwerpen die worden bekeken vanuit een fantasie/sciencefiction-perspectief. The Truman Show gaat over een man die zonder het te weten in een realityshow leeft. Gattaca is een sciencefictionverhaal over een toekomst waarin onze loopbaan vastligt in ons DNA. S1mone is een satirische komedie waarin een verdwaasd publiek een computer-animatie voor een levende filmster aanziet. The Terminal schetst de problemen van een statenloze op een vliegveld. Een uitzondering hierop vormt Lord of War, waarmee Niccol de problemen van de wereldwijde wapenindustrie duidelijk wilde maken.

## Persoonlijk leven
Niccol werd geboren in de Nieuw-Zeelandse stad Paraparaumu, en groeide op in Auckland. Op 21-jarige leeftijd verliet hij zijn geboorteland en regisseerde hij ruim tien jaar reclamefilmpjes in Londen.
Gedurende de productie van S1m0ne ontmoette hij hoofdrolspeelster en fotomodel Rachel Roberts, met wie hij één zoon heeft en een dochter. Jack is te zien als het zoontje van Nicholas Cage' personage in Lord of War.

## Filmografie
- Gattaca (1997) (schrijver/regisseur)
- The Truman Show (1998) (schrijver)
- S1m0ne (2002) (schrijver/producent/regisseur)
- The Terminal (2004) (verhaal)
- Lord of War (2005) (schrijver/producent/regisseur)
- In Time (2011) (schrijver/producent/regisseur)
- The Host (2013) (schrijver/regisseur)
- Anon (2018) (schrijver/producent/regisseur)